# Nagari Nose
Nagari Nose (Nas de les Muntanyes Nagari) és la muntanya principal de les muntanyes Nagari a Tamil Nadu, situada a 13° 22′ 53″ N, 79° 39′ 22″ E / 13.38139°N,79.65611°E amb una altura de 875 metres. Es troba a 80 km terra endins però es pot veure des de la mar en dies clars. Al seu peu hi ha el poble de Nagari i propera l'estació ferroviària de Nagari. A la zona es cultiva l'arròs, d'una qualitat superior.